# Olltjärnen (Piteå socken, Norrbotten)
Olltjärnen är en sjö i Piteå kommun i Norrbotten och ingår i Lillpiteälvens huvudavrinningsområde.